# Sonata para piano n.º 2 (Ives)

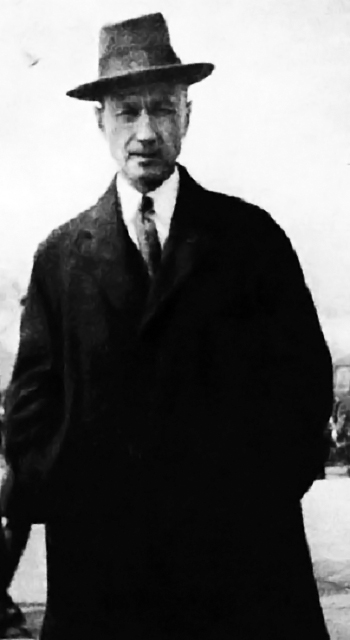
Charles Ives, compositor de la obra.

La Sonata para piano n.º 2, Concord, Mass., 1840-60 de Charles Ives, conocida comúnmente como la Sonata Concord, es una de las obras más conocidas y alabadas del compositor.

## Historia
Algunos materiales de la obra datan de una fecha tan temprana como 1904, pero Ives comenzó a trabajar sustancialmente en ella alrededor de 1911 y la terminó completamente hacia 1915. Fue publicada por primera vez en 1920, y una segunda edición revisada lo fue en 1947. Es esta versión la que usualmente se toca hoy.

## Estructura
Los cuatro movimientos de la sonata representan a personajes asociados con el corriente filosófica estadounidense conocida como trascendentalismo. En la introducción a su Essays Before a Sonata (Ensayos antes de una Sonata, texto publicado inmediatamente antes de música de la sonata) Ives dijo que la obra es su "impresión acerca del espíritu del trascendentalismo que está asociado en la mente de muchos con Concord, Mass., hace medio siglo. Ésta se convierte en imágenes impresionistas de Emerson y Thoreau, un esbozo de la familia de los Alcotts, y un Scherzo que ha de reflejar la ligereza que se encuentra a menudo en el lado fantástico de Hawthorne."
Los movimientos son :
1. "Emerson" (sobre Ralph Waldo Emerson)
2. "Hawthorne" (sobre Nathaniel Hawthorne)
3. "The Alcotts" (sobre Bronson Alcott y Louisa May Alcott)
4. "Thoreau" (sobre Henry David Thoreau)

De acuerdo con el catálogo de obras de Ives elaborado por James B. Sinclair, la sonata fue estrenada públicamente por John Kirkpatrick el 28 de noviembre de 1938 en Cos Cob, Connecticut. Ha habido interpretaciones tempranas de movimientos sueltos y fragmentos. La segunda ejecución (considerada en muchas fuentes como el estreno), también por Kirkpatrick, se dio en el Town Hall de Nueva York el 20 de enero de 1939. Entre los presentes estaba Elliott Carter, quien reseñó la obra en la edición de marzo-abril de 1939 del periódico Modern Music.
Una interpretación normal de la Sonata Concord durará alrededor de 45 minutos.

## Estilo
La obra muestra muy bien las tendencias experimentales de Ives: buena parte de ella está escrita sin barras de compás, las armonías son avanzadas, y en el segundo movimiento, hay un clúster producido al presionar las teclas del piano con una larga barra de madera de 14 3/4 pulgadas.
La obra también demuestra ampliamente la inclinación de Ives por las citas: los compases iniciales de la Sinfonía n.º 5 de Ludwig van Beethoven son citados en cada movimiento. El catálogo de Sinclair también anota citas menos obvias de la Sonata Hammerklavier de Beethoven y varias otras obras.
Inusualmente para una sonata para piano, hay partes opcionales para otros instrumentos: cerca del final del primer movimiento hay una para viola, y en el último movimiento una flauta (un instrumento que Thoreau tocaba) aparece brevemente.
La obra ha sido grabada varias veces, primero por John Kirkpatrick en 1945 (editado por Columbia Records en 1948). El mismo Ives realizó una grabación completa de "The Alcotts" y fragmentos de los dos primeros movimientos.